# USS Galvez
La USS Galvez (FFG-67) será la sexta fragata de misiles guiados clase Constellation de la Armada de los Estados Unidos. Es el único barco de la Armada estadounidense que lleva el nombre del español Bernardo de Gálvez, figura importante en la guerra de Independencia de los Estados Unidos.
Bernardo de Gálvez fue gobernador de la Luisiana española y un partidario clave de la revolución, ya que dirigió las fuerzas españolas contra el ejército británico durante la guerra y favoreció la independencia estadounidense.
La fragata se encargó en 2024 con un costo estimado de mil millones de dólares y se estimó inicialmente que estaría terminada en 2030. Su nombre fue anunciado en Madrid junto a la embajadora de Estados Unidos en España Julissa Reynoso y miembros de la Armada española.